# Convento de Santa Cruz (Vitoria)
El convento de Santa Cruz está ubicado entre la calle de la Pintorería, la de San Vicente de Paúl y el cantón de Santa María, dentro del casco histórico de la ciudad española de Vitoria. Su arquitectura presenta características gótico-renacentistas y desde su fundación en el siglo XVI lo habita sin interrupción una comunidad de monjas dominicas de clausura, tratándose del más antiguo cenobio vitoriano conservado y con vida religiosa.

## Historia

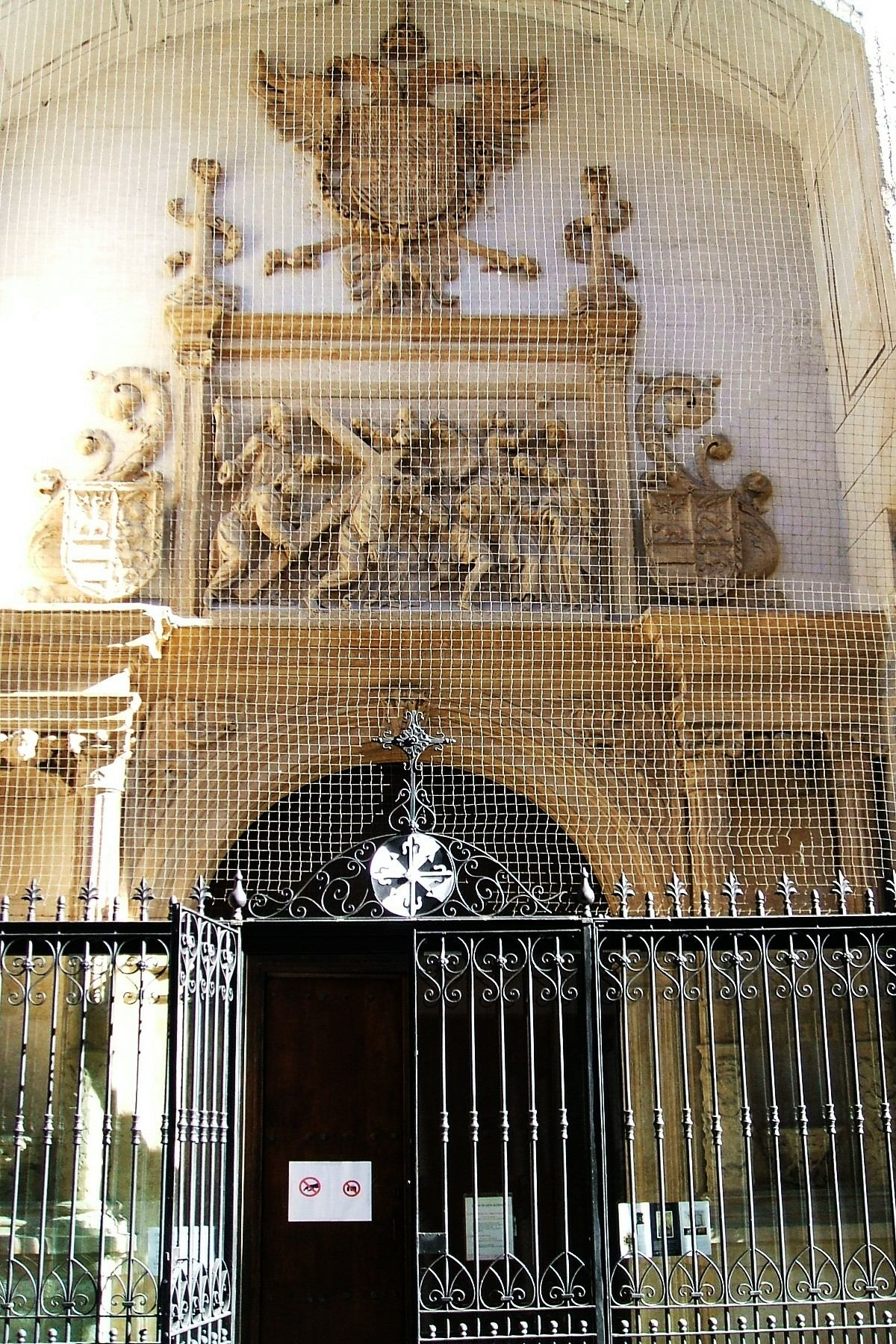
Portada

El convento fue fundado por las hermanas Pérez de Oñate en 1511 como beaterio y en 1522 como comunidad contemplativa, en un solar que ocupaban unas casas y unas huertas pertenecientes al desaparecido convento de Santo Domingo. Este gran cenobio extramuros de la ciudad, demolido a principios del siglo XX tras varias décadas de exclaustración en las que estuvo destinado a servir de alojamiento militar, se situaba en lo que actualmente es el arranque de la calle Portal de Arriaga, frente a la casa de los Álava Arista-Velasco y la calle Herrería, y su fundación en el siglo XIII es atribuida tradicionalmente al propio fundador de la Orden, Santo Domingo de Guzmán. 
En 1522 el condestable de Castilla, don Íñigo Fernández de Velasco, dotó al beaterio de una pequeña iglesia que se ubicaba en el bajo coro del templo actual. A partir de 1530 se levantó el convento de Santa Cruz en la calle Pintorería con el patrocinio del licenciado Hortuño (o Fortunio) Ibáñez de Aguirre, miembro del Consejo Real y de la Inquisición, y su esposa María de Esquível y Arratia. Los señores de Aguirre convirtieron parte del edificio en su residencia privada. En 1547 las obras concluyeron bajo la tutela de Mateo de Aguirre, sobrino y heredero del licenciado.
En noviembre de 2007 el convento dispuso en el espacio de la iglesia la exposición Historia, arte y espiritualidad. VIII centenario de las Dominicas Contemplativas, que sacó a la luz por vez primera el patrimonio artístico y devocional atesorado por las monjas desde hace siglos. Entre las 70 obras y objetos mostrados al público destacaba, por su carácter excepcional en la diócesis, una colección de tallas barrocas articuladas de santos, vírgenes y niños de vestir.

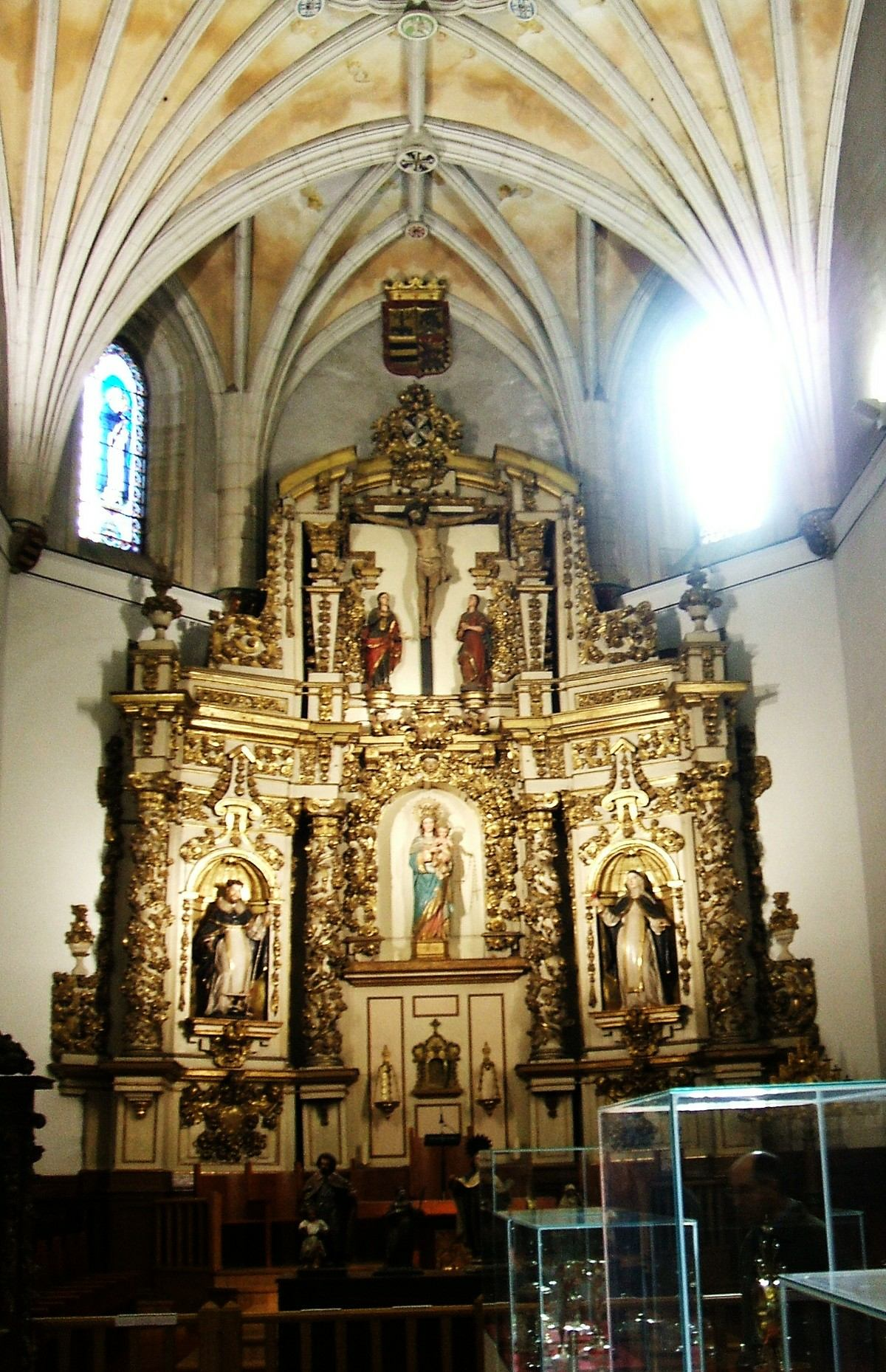
Cabecera de la iglesia

## Descripción
Se trata de una construcción formada por dos núcleos: la iglesia y el convento, propiamente dicho. El convento, habitado por la comunidad de religiosas dominicas, tiene planta cuadrada y un gran claustro central en el interior. Al exterior presenta el aspecto de un muro sólido muy cerrado que le confiere una apariencia sobria y austera, pero posee un elemento de gran interés: la portada, donde encontramos un acceso sencillo, en arco de medio punto, con el escudo de la comunidad dominica sobre él. 
En uno de sus extremos se localiza la iglesia. La portada exterior, abierta en el muro oeste, consta de un arco de medio punto flanqueado por dos pares de columnas estriadas y adosadas bajo arquitrable listado. Sobre la cornisa, el espacio correspondiente al frontón está ocupado por un relieve con la escena de Cristo camino del Calvario, al que flanquean volutas con los escudos heráldicos de los Aguirre y los Esquível, y corona un escudo imperial de Carlos I. La portada está protegida por una reja y una malla recientemente incorporada, a continuación de su restauración, para protegerla de las palomas.
En el interior se advierten las moderadas dimensiones del templo, que es de una sola nave de tres tramos entre contrafuertes exteriores, con rica bóveda de crucería, siguiendo la tradición tardogótica. El tramo de bóveda más elaborado corresponde al del presbiterio, donde terceletes y combados dibujan una estructura geométrica en forma de rosa. El retablo mayor, adosado a un ábside de tres lienzos, es una obra barroca del siglo XVIII. El patio, no visitable por hallarse en la clausura, lo componen galerías sostenidas por austeros arcos ligeramente escarzanos y apoyados en pilastrones de sección cuadrada. En el centro del espacio se yergue una estatua moderna del fundador de la Orden de los Predicadores.
El mobiliario artístico-religioso incluye un cuadro de una procesión de la virgen del Rosario en la Vitoria del siglo XVI, un relicario que contiene dos partículas del Lignum Crucis realizado en el primer tercio del siglo XVIII, tallas de la escuela del escultor sevillano Juan Martínez Montañés y de los artistas Alfonso Giraldo Bergaz y Alonso del Arco correspondientes a los siglos XVII y XVIII, otras obras de los artistas locales Valdivielso y Ullibarri, un Niño Jesús pasionario representando a Santa Catalina, una colección de cantorales y dos vírgenes de Malinas.

## Galería de imágenes

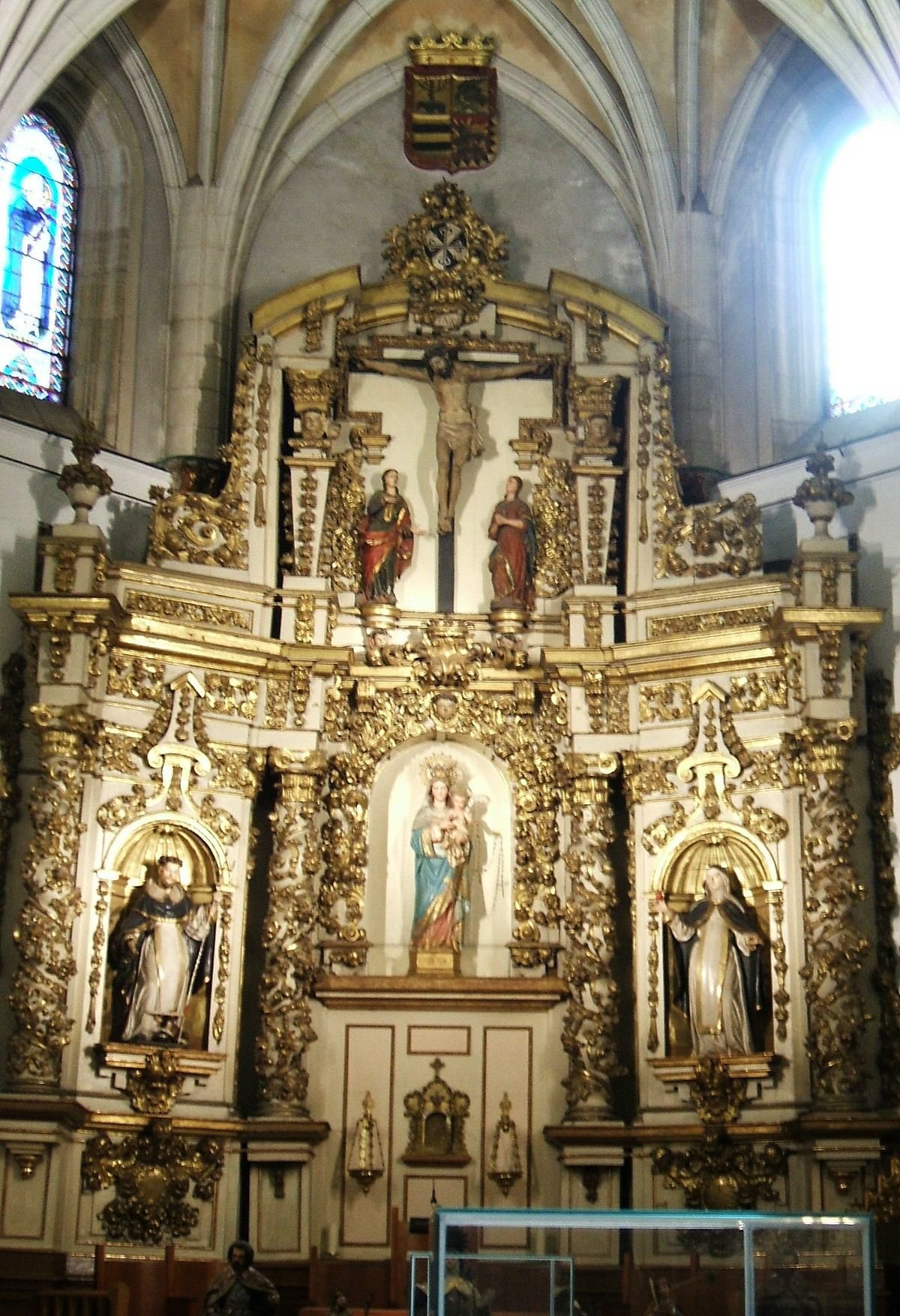
Retablo mayor de la iglesia
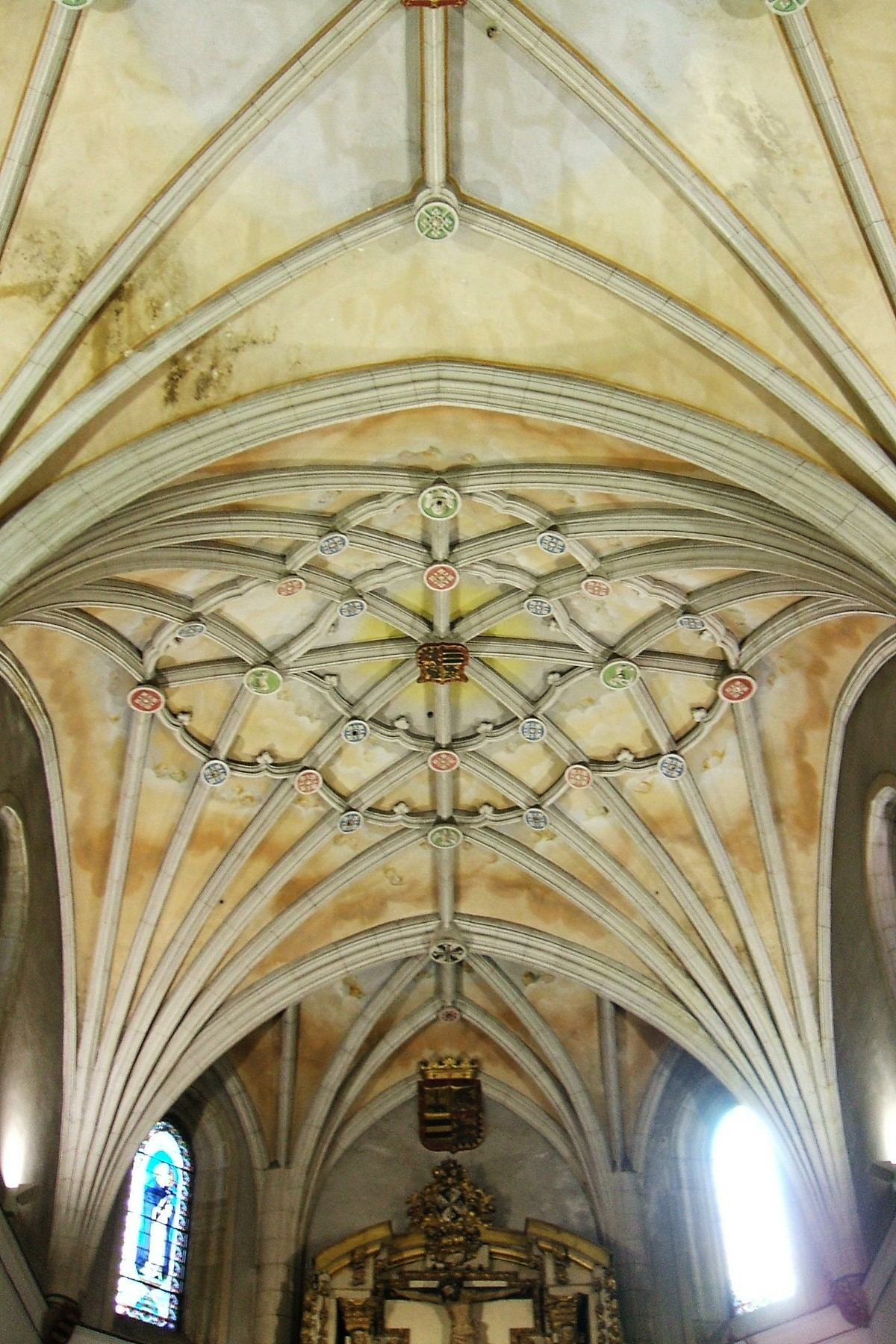
Bóveda del presbiterio
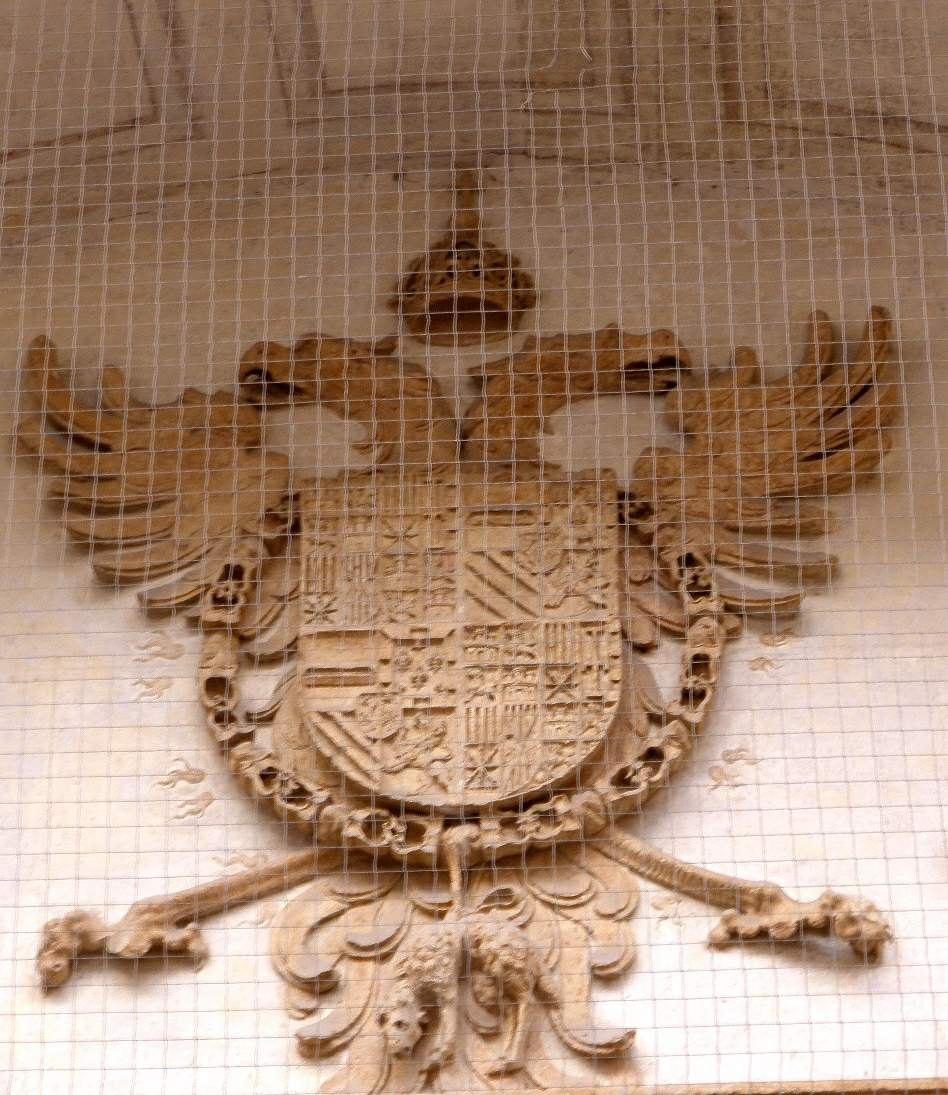
Escudo imperial en la portada
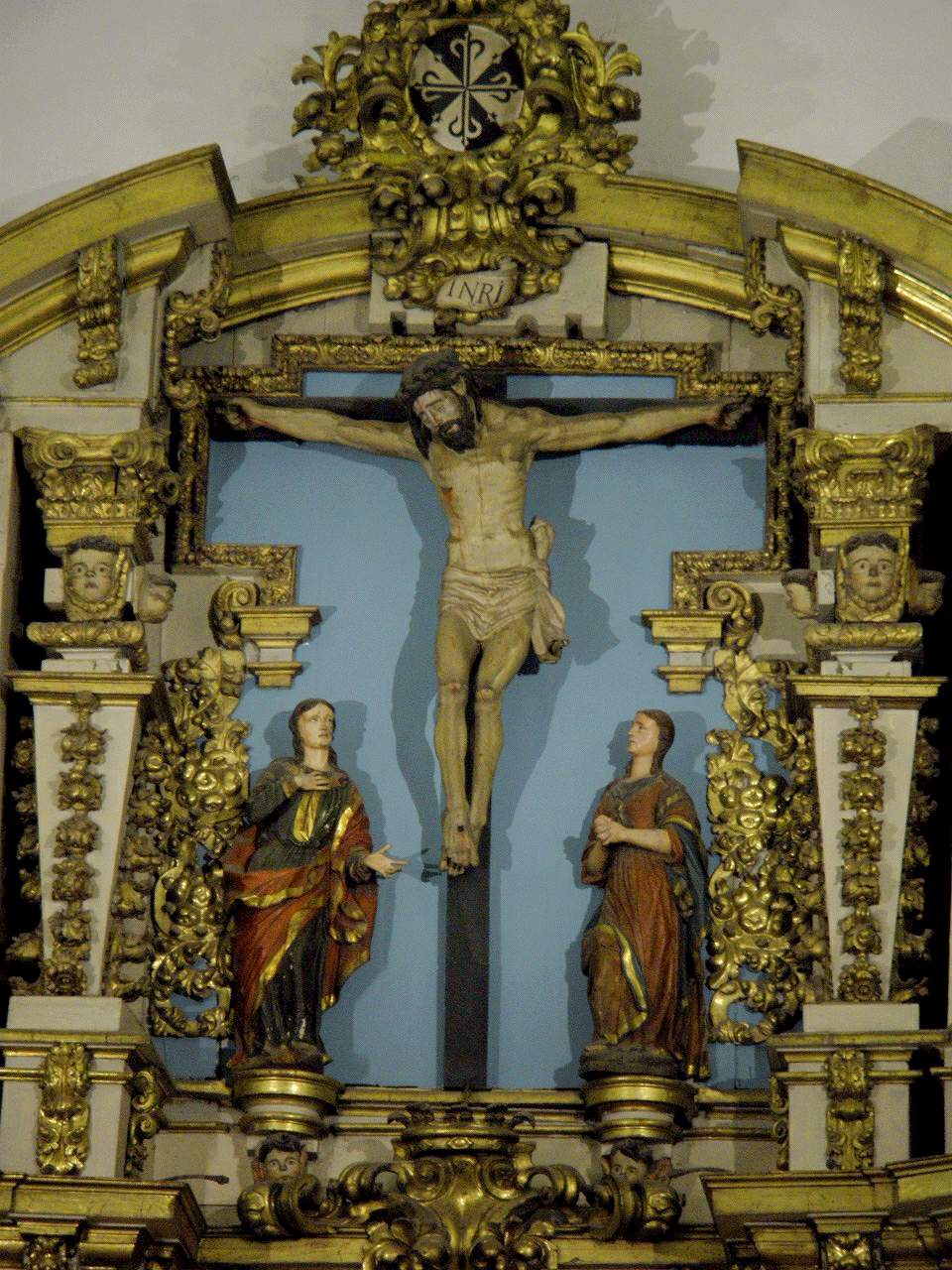
Calvario del retablo mayor

- Datos: Q3001644
- Multimedia: Convent of Santa Cruz, Vitoria / Q3001644